# Lisa McShea
Lisa McShea (* 29. Oktober 1974 in Redcliffe) ist eine ehemalige australische Tennisspielerin.

## Karriere
McShea begann im Alter von fünf Jahren mit dem Tennisspielen. Sie gewann 1992 die Doppelkonkurrenz der Juniorinnen in Wimbledon. 1996 wurde sie Profispielerin.
In ihrer Profikarriere gewann sie vier WTA-Titel im Doppel sowie zwei Einzel- und 37 Doppeltitel bei ITF-Turnieren.
Für die australische Fed-Cup-Mannschaft spielte sie eine einzige Partie, im Jahr 2004 gegen Thailand; obwohl sie ihr Doppel gewann, verlor das Team die Begegnung mit 2:3.

## Turniersiege

### Doppel
| Nr. | Datum         | Turnier          | Kategorie    | Belag | Partnerin        | Finalgegnerinnen                    | Ergebnis       |
| --- | ------------- | ---------------- | ------------ | ----- | ---------------- | ----------------------------------- | -------------- |
| 1.  | 18. Juni 2000 | Birmingham       | WTA Tier III | Rasen | Rachel McQuillan | Cara Black Irina Seljutina          | 6:3, 7:65      |
| 2.  | März 2004     | Acapulco         | WTA Tier III | Sand  | Milagros Sequera | Olga Blahotová Gabriela Navrátilová | 2:6, 7:65, 6:4 |
| 3.  | 22. Mai 2004  | Straßburg        | WTA Tier III | Sand  | Milagros Sequera | Tina Križan Katarina Srebotnik      | 6:4, 6:1       |
| 4.  | Juni 2004     | ’s-Hertogenbosch | WTA Tier III | Rasen | Milagros Sequera | Jelena Kostanić Claudine Schaul     | 7:63, 6:3      |

## Abschneiden bei Grand-Slam-Turnieren

### Einzel
| Turnier         | 1994 | 1995–1998 | 1999 | 2000 | Karriere |
| --------------- | ---- | --------- | ---- | ---- | -------- |
| Australian Open | 1    | —         | —    | 1    | 1        |
| French Open     | —    | —         | —    | —    | —        |
| Wimbledon       | —    | —         | —    | —    | —        |
| US Open         | —    | —         | 1    | —    | 1        |

### Doppel
| Turnier         | 1994 | 1995 | 1996 | 1997 | 1998 | 1999 | 2000 | 2001 | 2002 | 2003 | 2004 | 2005 | 2006 | Karriere |
| --------------- | ---- | ---- | ---- | ---- | ---- | ---- | ---- | ---- | ---- | ---- | ---- | ---- | ---- | -------- |
| Australian Open | 1    | —    | 1    | 1    | 2    | 2    | 1    | AF   | 1    | 1    | 2    | 1    | 1    | AF       |
| French Open     | —    | —    | —    | —    | 1    | 1    | 2    | 1    | 1    | 1    | 2    | 1    | —    | 2        |
| Wimbledon       | —    | —    | —    | —    | 2    | 1    | 1    | VF   | 1    | 1    | 1    | AF   | —    | VF       |
| US Open         | —    | —    | —    | 2    | 1    | 1    | 1    | 1    | 1    | AF   | 2    | 1    | —    | AF       |